# Kurt Albert
Kurt Albert (28. ledna 1954, Norimberk – 28. září 2010, Erlangen) byl německý horolezec. Zemřel po pádu z ferraty u Erlangenu.
Za jeho domovskou oblast lze považovat Frankenjuru, kde v roce 1975 začal malovat červené puntíky u cest, které přelezl volně v jednom kuse bez pádu (tj. s použitím umělých prostředků pouze k jištění, nikoliv k postupu vzhůru nebo odpočívání). Od těch dob se tento styl přelezu nazývá RP (zkratka z německého Rotpunkt). Současně s volným přelézáním dříve technicky lezených cest otevřel stupnici obtížnosti, neboť tehdejším maximem byl VI. stupeň.
Mezi jeho spolulezce patřili např. Wolfgang Güllich, Bernd Arnold a Stefan Glowacz. Společně se také dostali do knihy o světových hvězdách volného lezení Rock Stars, kterou napsal Heinz Zak v roce 1995.

## Výkony a ocenění
- Získal nejvyšší sportovní vyznamenání v německu Silbernes Lorbeerblatt

### Výstupy
- 1981: Sautanz 9-, Frankenjura, Německo – první přelez
- 1982: Magnet 9(9+), Frankenjura, Německo – první přelez
- 1989: Eternal Flame 7b+ / 9- , Karakoram – první přelez
- 1994: Moby Dick 7c+ / 9+, Grónsko – první přelez